# Революційна українська партія на Кубані
Революційна українська партія на Кубані
Революційна українська партія (РУП) виникла в умовах розвитку національно-визвольного руху в лютому 1890 року у Харкові. Публікація праці М. Міхновського «Самостійна Україна» як програмного документу партії викликала гостру боротьбу між національно-демократичною і націоналістичною частинами партії. В результаті праве крило відокремилося і утворило самостійну партію. В основу підготовленого Київською громадою проекту програми партії були покладені ідеї соціал-демократії та вимога автономії України з окремими представницькими зборами (сеймом).

## Історія виникнення
На Кубані перша організація РУП виникла у 1901 році в Катеринодарі з ініціативи С. І. Ерастова, Білобородова та Л. Бича. Літом 1902 року організація поповнилася 10 студентами-семінаристами, що приїхали з Полтави. Осінь 1902 р. — один з періодів активної діяльності Катеринодарської організації («Чорноморської вільної громади»). С. Петлюра, Г. Ткаченко, П. Понятенко, І. Бородиня та С. Ерастов з допомогою гектографа множили і розповсюджували прокламації антидержавного характеру. В близьких за змістом прокламації «Геть поліцію!» і зверненні «Відкритий лист до міністра внутрішніх справ Сипягіна» говорилося про поліцію як душителя свободи і права. Лише правда є «самий відданий слуга народу», тому «українська партія повинна скинути поліцію і добути собі свободу, хоча б для цього необхідно було пролити багато крові, яка впаде як народне прокляття на голови всіх ворогів України». У відозві «Відкритий лист до робочого люду» відмічалася необхідність боротьби проти капіталістів і уряду, які експлуатують бідний люд. В кінці вміщено заклик до єдності і застосування сили проти насилля. «Не гніться перед насиллям, лише боротьба виведе вас з нещастя». У відозві «Солдатська пам'ятка» давалися відповіді на ряд питань:
- Як повинен солдат ставитися до начальства?
- Заради чого він повинен стріляти і колоти?
- Як бути з заповіддю «Не убий»?
- Що таке присяга?

Робився висновок — оскільки присяга не від Бога, то присягати кому б то не було, хоча б і царю — великий гріх. Читачів відозви підводили до висновку про непотрібність служби, її даремність.

## Пропаганда
Інтерес являє собою усна і друкована пропаганда українських національно-визвольних та революційних ідей. В статті програмного характеру для шкільної та студентської молоді провадилася думка про необхідність об'єднання у боротьбі проти царського уряду. Показово, що аналогічний заклик містився в статтях «Российский студенческий сьезд» та «З' їзд української молоді Австрійської імперії». Остання закінчувалася закликом «Боротися проти московського самодержавства». Широке розповсюдження мали написані С. Петлюрою 10 заповідей, звернених до української партії. У вихованні національної самосвідомості він відводив велику роль вченим. Запрошуючи історика О. Єфименко на Кубань для читання циклу лекцій з історії України та української літератури, С.Петлюра писав їй, що Катеринодар і взагалі Кубань, стосовно цього—цілина, де є сприятливий ґрунт, на якому треба сіяти рідне українське насіння. Велике розповсюдження одержала відозва «До Чорноморських козаків» з приводу участі козаків у приборкуванні страйку залізничних робітників на станції Тихорецька. Листівки з цією відозвою були виявлені у шести станицях.
Члени РУП Г.Ткаченко, П.Понятенко, С.Петлюра та інші співробітничали з соціал-демократичною «Групою кубанських робочих», розповсюджуючи видані нею прокламації.
3 грудня 1902 р. Поліція арештувала Г.Ткаченко та С.Петлюру, у яких вилучила більше 200 відозв, 30 заборонених брошур і журналів, гектограф. Кожен з них провів в камері-одиночці Катеринославської тюрми по декілька місяців. С.Петлюру було звільнено по хворобі 18 лютого 1903 року під особливий нагляд поліції. Але він продовжував революційну роботу, одночасно допомагаючи в упорядкуванні архівів Кубанського козацтва. Арештований вдруге влітку 1904 року і залишаючись на свободі до суду, восени 1904 р. він разом з П.Понятенко зникає з Катеринодару. Після зустрічі з М. Поршем в Києві, вони їдуть за кордон — до Львова (у грудні 1904 р. на конференції РУП у Львові С.Петлюра виступив проти об' єднання з РСДРП — прим. редактора). Г.Ткаченко, звільнений також під особливий нагляд поліції 25 червня 1903 р. їде за кордон, але знову підпадає під арещт 2 травня 1904 р. при перетині кордону з революційною літературою. Він утримується в Катеринодарській тюрмі до 24 березня 1905 р., після чого звільняється під заклад.

## Арешти
Після арештів і від' їзду деяких членів РУП, С.Ерастов відмічає послаблення діяльності партії на Кубані, брак активних працівників РУП. За його даними напередодні 1904 р. кубанська РУП нараховувала всього 27 членів, з них 11 в Катеринодарі і 16 в чотирьох сільських організаціях. Але з приїздом у 1904 р. на Кубань Г.Доброскока, А. Приходько та П.Мохіра робота організації пожвавилася. Є побічні дані про те, що, виїхавши з Катеринодара в Новосибірськ, Білобородов організував там гурток РУП. В Армавірі сформувалася партійна група навколо А.Левицького. Зі спогадів членів РУП витікає що крім відмічених міських організацій напередодні і в роки революції 1905—1907 рр. було близько 10 сільських партійних гуртків. Перш за все у вигляді філій товариства «Просвіта», які з самого початку виникали як партійні організації. «Але в них, — відмічав один з членів гуртка РУП в аулі Тахтамукай Т.Гаркуша, — ніякого офіційного членства не було».
На початку 1904 р. ЦК РУП заявив, що є соціал-демократичною партією. У питанні взаємостосунків з РСДРП серед членів РУП єдності не було. У 1905 р. частина партійців виступила за вступ до РСДРП на правах автономної організації. Вони вийшли з РУП, створивши «Український соціал-демократичний союз» («Спілка»). Інша частина партії на чолі з М.Поршем в грудні 1905 р. реорганізували РУП в Українську Соціал-Демократичну Робітничу Партію і вважали можливим злиття з РСДРП на принципах федералізму та визнання національно-територіальної автономії України. Але принцип федералізму не був прийнятним для керівництва РСДРП. Тому, незважаючи на тісні контакти РСДРП-УСДРП, особливо рядових членів, УСДРП залишалася самостійною національною партією. На Кубані про такий стан дізналися після приїзду члена ЦК УСДРП М.Порша, після чого всі партійні організації залишилися на національно-демократичних позиціях УСДРП без фракційного поділу.

## Період революції
З початком революції 1905—1907 рр. діяльність партії пожвавилася. В агітаційно-пропагандистській роботі використовувалися як легальні, так і нелегальні можливості. Розповсюджувалися програма партії, листівки, художня, але особливо — суспільно-політична література українською мовою. Переважала тематика національно-визвольного характеру. Так, при арешті одного з членів гуртка УСДРП станиці Калужської в березні 1905 р. поліцією було вилучено декілька номерів газети «Селянин» (орган львівського комітету РУП), листівка харківського комітету РУП «Товарищи, переполнилось наше терпение!», прокламація закордонного комітету «К народным учителям и учительницам», брошури «Дядько Дмитро», «Японская война», «Рабочий», «Місце української інтелігенції у програмі народної партії», а також декілька номерів газети «Искра», «Социал-демократ», «Освобождение» і роботи Плеханова, Кауцького та інших лідерів соціал-демократії, перекладені українською мовою. Широко використовувалися легальні можливості, особливо читальні та бібліотеки різноманітних товариств (образотворчого мистецтва, прикажчиків, ОЛИКО, народної тверезості). Читальня одного з товариств, де С.Ерастов служив секретарем, була штабом УСДРП у Катеринодарі. Через її сільські філії розповсюджувалася значна частина літератури по селах. Одержували літературу головним чином з Києва, Львова, Харкова. Постійні зв' язки з ЦК підтримував С.Ерастов, а потім П.Мохір и Г.Доброскок. Останній почав працювати з серпня 1904 р. у бібліотеці ім. О.Пушкіна, перетворив її у своєрідне сховище нелегальної апаратури та зброї, явку для революціонерів, які приїжджали в край. В березні 1905 р. помер один з видних діячів УСДРП на Кубані, викладач Катеринодарської семінарії П.Ротарь, похорони якого перетворилися в жалобну процесію за участю різних політичних партій. На жалобному мітингу від імені РУП-УСДРП виступив Г.Доброскок. На могилу від партії було покладено окремий вінок. Про самостійність і посилення діяльності партії свідчить, за спогадами С.Ерастова, наявність навесні 1905 р. власної бойової дружини чисельністю 20-25 чол., тісно пов' язаної з військовою організацією соціал-демократичної партії. Її вишколом займався відставний унтер-офіцер М.Селецький. На початку літа 1905 р. кубанська організація УСДРП займалася обладнанням власної типографії. В червні-липні з Києва було доставлено типографське обладнання. Одною з перших прокламацій, віддрукованих у типографії була «До козаків» з приводу російсько-японської війни, яка продовжувалася. У листопаді 1905 р. розповсюджувалася листівка місцевої організації «Про присягу», віддрукована в Катеринодарі, присвячена повстанню анапського батальйону і звернена до кубанських козаків. В ній зазначалося, що предки козаків зуміли захистити народну волю від польського короля і московського царя. Далі говорилося: не стріляти в народ, який бореться з деспотом не є порушенням присяги. Над українським народом збиткується, тримає його в темноті петербурзький уряд. Прокламація закінчувалася закликом: «Будемо разом домагатися для України автономії. Щоб управляли не чужі генерали, а свої ж, вибрані українським народом старшини. Вимагайте скликання Установчих зборів, землю — народу». Відомі факти використання кубанської типографії української партії есерами та соціал-демократами. По відношенню одне до одного ці партії дотримувалися правила «окремо йти, разом бити». Із спогадів Г.Доброскокова та С.Ерастова витікає, що вони не бачили великих відмінностей між есерами, соціал-демократами та анархістами. За сприяння Ерастова останні отримали нелегальної літератури на 600 крб. У арештованого в 1907 р. керівника катеринодарської групи «Анархія» С.Аносова, виявлено зашифровану записку на ім'я С.Ерастова. Вчителька А.Приходько, симпатик партії в 1905 р. спільно з есерами та соціал-демократами була одним з організаторів відділення Селянського союзу в Туапсинському окрузі та в селі Ольгинка. Наведені факти підтверджують наявність тісних контактів між партіями революційно-демократичного табору. І це попри те, що на першій Північно-Кавказькій конференції РСДРП були прийняті спеціальні резолюції, в яких засуджувалося висунення на перший план національної проблеми. В кінці вересня 1905 р. в одному зі своїх донесень начальник Кубанського жандармського управління вказував, що соціал-демократія ставиться до РУП з недовірою.

## Репресії
Зі створенням в Катеринодарі в серпні 1906 р. українського товариства «Просвіта» та його філій в ряді станиць, можливості усної та друкованої агітації УСДРП збільшилися. Товариство і партія розвернули енергійну діяльність, об'єднавши українство не тільки міста, але й села. Чисельність товариства «Просвіта» становила 150 чоловік, її душею був С.Ерастов. У доповіді на установчих зборах товариства він дав аналіз стану українського народу, національної літератури, театру і особливо народної школи, яка була зовсім знищена. В Катеринодарі товариство мало дві книжкові крамниці, де продавалася і нелегальна література. При обшуку у серпні 1907 р. в них з 700 книг половина виявилася забороненими. Аналогічні книжкові кіоски відкрили і деякі сільські філії товариства. Так, у секретаря Канівського відділення «Просвіти» учителя І.Овері поліція виявила 151 книгу товариства і 48 особистих книг. З них забороненими виявилися відповідно 84 і 45 книг. Крім продажу книг гроші в касу товариства надходили за рахунок пожертв, зборів під час спектаклів та літературних вечорів. Значну частину фінансів товариства використовували на революційні цілі. В одному з жандармських донесень повідомлялося: «… з 1000 крб., що поступили в касу товариства „Просвіта“ на вечері, присвяченому пам'яті Т. Г. Шевченка, на пам'ятник залишилося всього 3 крб.». Тут же зазначалося про активну участь членів партії у виборчій кампанії у Державну Думу.
За антиурядову діяльність були закриті просвітницькі товариства: у травні Кущевське і Уманське, в червні — Тихорецьке, Усть-Лабинське, у вересні — Катеринодарське, Каневське, Майкопське. У листопаді 1907 р. розгромлена типографія УСДРП в Катеринодарі.
Своєрідним каналом проведення національно-визвольних і революційних ідей була посада директора народних училищ Кубанської області, яку три роки посідали члени РУП. У 1904 р. тимчасово обов'язки директора виконував А.Левицький, який був потім переведений інспектором у Армавір. У 1905—1907 рр. цю посаду займав В.Скидан. І той, і інший приймали на роботу і сприяли учителям — членам партії. В одному з поліцейських повідомлень зазначалося, що В.Скидан дає найгірші посади вчителям, які не співчувають революційному руху.
Після поразки першої російської революції більшість партійних організацій РУП розпалися. Збереглися групи в Катеринославі та Новоросійську, де після 1909 р. жив С.Ерастов. До 1913 р. в організації залишилося лише 10 чоловік.
Про післяреволюційний період залишилися лише окремі фрагментарні повідомлення про діяльність головним чином Катеринодарської групи УСДРП. У другій половині 1907 р. один з її членів А.Гершенін готувався до вбивства начальника канцелярії Кубанської області Руденка. У червні 1908 р. у арештованих П.Астахова і Є.Дзюбиної було вилучено 19 примірників Програми УСДРП. Член партії, вчитель Оверя у 1909 р. в станиці Старомінській організував товариство «Просвіта». У 1909 р. під фіктивним прізвищем була відкрита книжкова крамниця закритого типу товариства у Катеринодарі, де «Просвіту» на той час очолював К. Безкровний. У 1915 р. під час обшуку там було знайдено 18 прим. журналу «Літературно-науковий вісник», який видавався професором львівського університету М. Грушевським.
В роки першої світової війни серед українських соціал-демократів стався розкол. Частина стояла на оборонницьких позиціях і закликала українців виконувати обов'язок громадян Російської імперії в цей тяжкий час. Прихильники австро-німецької орієнтації у серпні 1914 р. створили «Союз визволення України», який проголосив своєю задачею створення самостійної Української Держави під протекторатом Австро-Угорщини. Прихильники цього Союзу на Кубані пропагували відозву «До болгарського народу» і звернення «До суспільної думки Європи». У першому зазначалося, що Росія під виглядом слов'янської єдності переслідує завойовницькі цілі, намагаючись підкорити собі всіх слов'ян. 30 млн українців вже відчули на собі ці домагання з часів Б.Хмельницького. На завершення у відозві містився заклик до болгар спільно виступити проти панславізму.
У зверненні «До суспільної думки Європи» говорилося про вигідність для європейської демократії та цивілізованого світу існування самостійної Української Держави, яка буде їх оплотом проти Росії. «Тільки в цьому випадку, — відмічалося в кінці заклику, — Європа може бути спокійною, не жахаючись нашестя царизму».
Після революції у лютому 1917 р. робота УСДРП на Кубані активізується. Так на виборах в Катеринодарську міську думу 6 серпня 1917 р. українська група отримала 12 місць.